# متحف السكر في برلين
كان متحف السكر متحفًا منذ عام 1904 وحتى عام 2012، في برلين، مُبتدئًا بالعروض المكرّسة إلى التاريخ، ملاحقًا التكنولوجية في عروض السكر. وقد عدت لحظة إغلاقه بالمتحف المستقل في عام 2012، إذ كان أقدم متحف في العالم، ومسكنًا لِمعهد الطعام التقني، في منطقة ويدينغ لحي ميتي. افتُتح من جديد بهيئة معرض عصري في المتحف الألماني التكنولوجي في كروزبيرغ في نوفمبر 2015.

## التاريخ
شغلت برلين دورًا هامًا في تاريخ إنتاج السكر؛ فقد اكتشف أندرياس سيغسموند مارغراف سكر البنجر في عام 1747، وكان تلميذه فرانز كارل اخارد أول من أنتج بنجر السكر، في بداية عام 1783، في كاولسدورف، الذي بدوره أصبح جزءًا من برلين العظمى في عام 1920. وفي عام 1799، جرى عرض المنتج على الملك فريدرش فيلهلم الثالث (بروسيا)، الذي قد دعم نشأة أول منتج لمؤسسة بنجر السكر في عام 1801 في العالم في منطقة كونيرن، سيلسيا (وهي ماتعرف الآن بكوناري، دولة وولو، بولندا) في عام 1867، كان مختبر لبحث علمي عن السكر قد أسس في برلين في الشارع السفلي من كارل شيبلار بالألمانية .
في الثامن من مايو عام 1904، تطوّر معهد صناعة السكر من هذا الافتتاح، وحيث افتتح متحف السكر في الطابق الأعلى من البناية في الوقت نفسه، بوصفه أول مؤسسة للسكر في العالم. فضل إيدموند أوسكار فّون ليبّمان افتتاحية المتحف إلى حدٍ كبير. في عام 1945، أصبح المتحف أحد أملاك برلين، وفي عام 1978 لجامعة برلين التقنية، وفي عام 1988،  أصبح متحف الولاية لجمهوية ألمانيا الديمقراطية السابقة، افتتح المتحف من جديد في الثاني والعشرين من سبتمبر عام 1989، أي بعد سنة من الترميمات. منذ اليوم الأول من نوفمبر، أصبح أحد أفرع المتحف الألماني التقني. تبقى المتحف بهيئته الأصلية في حي ويدينغ لصناعة السكر حتى نوفمبر من عام 2012.
يصل طول المتحف تقريبًا إلى 450 متر مربع من المساحة للطابق المكرس لتأريخ وتكنولوجيا السكر. يزور المتحف نحو عشرين ألف شخص سنويًا.

## المعارض الدائمة

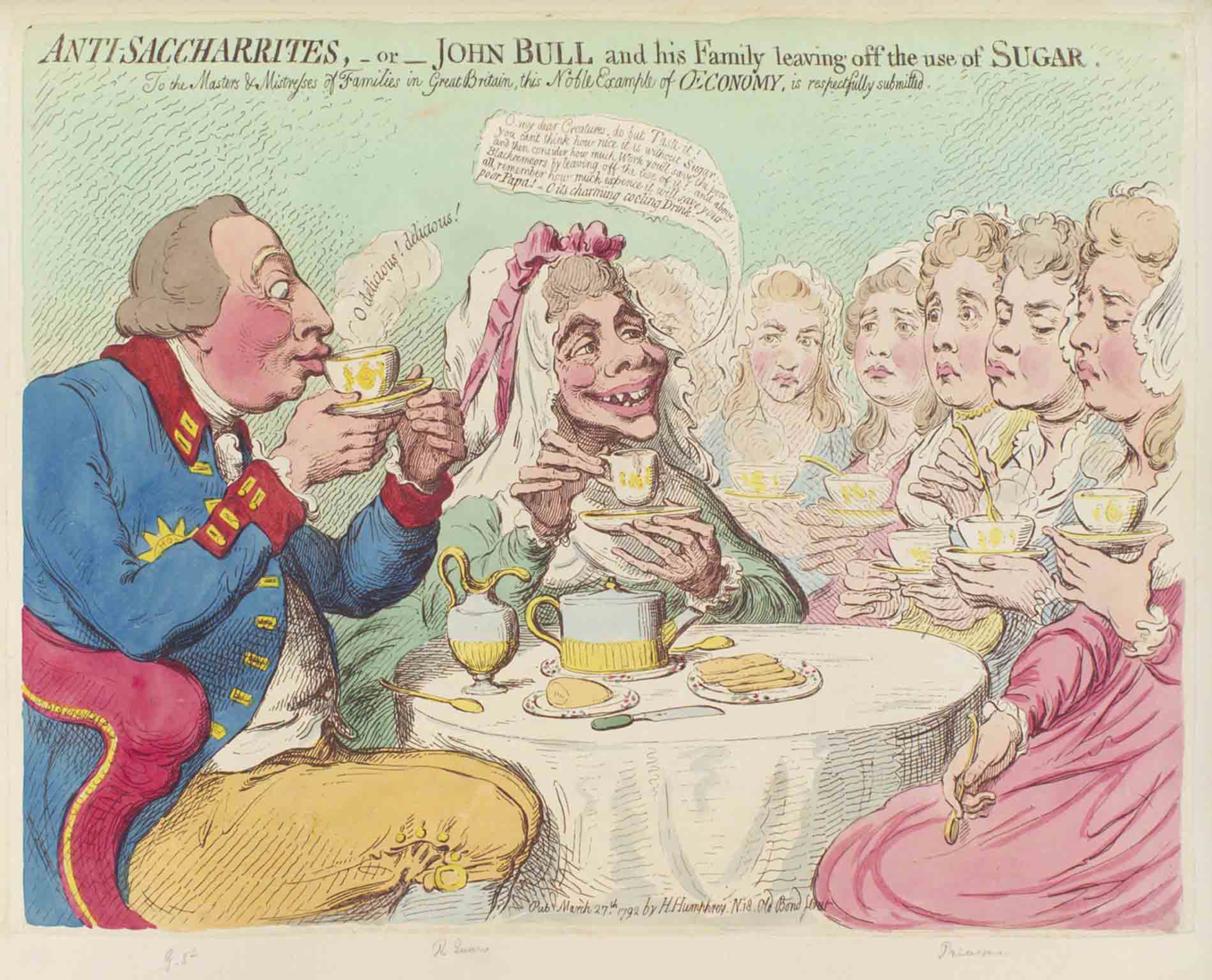
كاريكاتير Anti-Saccharrites يصوّر الملك جورج الثالث وزوجته شارلوت يشربان الشاي دون سكر، سخريةً من مقاطعة السكر عام 1791 دعماً لحركة مناهضة تجارة العبيد

كُرِست المعارض في المتحف المستقل في ألمانيا فقط، على الرغم من أن الكتيب باللغة الأنجليزية الذي يصفهم كان بالفعل متاحًا آنذاك. وأطلِق على متحف السكر في  الكوكب الوحيد: «ستندهش حين تتعلم كل شيء عن أصل السكر وكيميائه من طريق معرض التسلية».
قال هوبرت أولبريش مدير متحف السكر لفترة طويلة، بأن في عام 1989 كان غرضه من الأمر «إظهار ومن ثم عرض تاريخ تطور السكر إلى الشعب، وبالتالي تقديمه بوصفه وجبة غذائية أساسية، وكيف يجري الحصول عليه؟ وكيف يستخدم؟». تغطي معارض المتحف الدائمة علم وتغذية السكر وكذلك تاريخه من وجهات النظر التكنولوجية، والحضارية، والساسية. وتقسم هذه الموضوعات إلى سبع مجموعات:

### قصب السكر
يصف هذا القسم تاريخ علم الأحياء وزراعة قصب السكر، واستخداماته لأكثر من عشرة الآف سنة من قبل السكان الأصليين لِجزر ميلانيزيا، بوصفه مصدرًا لأول تقرير صدر عنه في الغرب بقلم الإسكندر الأكبر، وكذلك تحسينات متعاقبة في تصفية السكر وزراعته في جزيرة هيسبانيولا. تضمن المعرض آلات الحصاد والتصفية،  إضافةً إلى معلومات عن الآفات الزراعية التي تؤثر في السكر.

### السكر  أثناء الاستعمار
كان السكر منتجًا هامًا أثناء الاستعمار الغربي بسبب المناخ الجيد في جزر الكاريبي لنمو السكر، في بداية القرن السادس عشر. تصفية مستعمرات السكر حيث ينمو كانت قانونيًا مثبطة ومحرّمة، لذلك أعيد شحنه إلى أوروبا. تضمنت المعارض نماذج للسفن التي تستخدم وتصوّر التطور للمراكز الرئيسية لتجارة السكر وشهداء التصفية، مثلًا: (أنتويرب، وأمستردام، وبرودو، وهامبورغ، ولندن)، وظروف العمل الشاقة للعمال في كلٍ من مزارع السكر ومصافي السكر. في المصافي الأوروبية، تبتكر صناعة السكر أشغالًا للعمال المستضافين، في إنجلترا غالبًا الألمان، الذين لديهم سمعة ممتازة لعملهم الشاق، وحس دعابتهم وقدرتهم على الصمود في درجات الحرارة المرتفعة.

### التجارة بالأسرى
تحتاج المتطلبات العظمى للسكر في أوروبا والزيادة التامة للنتائج إلى مزارع للعمال، وبالتالي تؤدي إلى اقتراب انقراض السكان الأصليين لاعتمادها في إنتاج السكر على العبيد من أفريقيا. تتداول التقديرات الحالية ما بين 1500 و1850، إذ أجبر نحو عشرين مليون شخص على الانتقال إلى إحدى الأمريكيتين.
تُصوّر معارض تجارة العبيد أو الأسرى وتجارة المزارع؛ شروط أقسام المتحف اللاإنسانية لسفن العبيد وتلمّح لحياة العمال في العالم الجديد. في حين متطلبات أوروبا للسكر كانت كبيرة جدًا، على أية حال، ما أنتج من ثروة «مصالح غرب الهند» كانت مؤثرة جدًا، على الرغم من مقاطع  جهود «مناهضة السكاريا»، إلى أن يتم صنع السكر من بنجر السكر لن يسود محاميّ مناهضة العبودية، ومثلًا: في إنجلترا، لقد أثمرت جهودهم بالنجاح في عام 1807 بوساطة إقرار قانون تجارة العبيد.